# Edmund Beyl
Edmund Beyl (ur. 9 lipca 1901 w Theilheim, Niemcy, zm. 14 września 1969 w Würzburgu, Niemcy) nauczyciel, polityk nazistowski, w latach 1935–1939 prezydent Volkstagu Wolnego Miasta Gdańska.
Od 1930 roku był członkiem NSDAP, a rok później wstąpił do Narodowosocjalistycznego Związku Nauczycieli (NSLB). Po zakończeniu II wojny światowej przeniósł się do Bawarii i kontynuował pracę jako nauczyciel. W 1955 roku został dyrektorem gimnazjum w Kitzingen, a w 1964 odszedł na emeryturę.